# Cornaux
Pour les articles homonymes, voir Cornaux (homonymie).
Pour les articles ayant des titres homophones, voir Corneau et Cornot.
Cornaux (/kɔʀno/) est une commune suisse du canton de Neuchâtel, située dans la région Littoral.

## Géographie

Vue aérienne (1954)

Cornaux mesure 4,72 km2. 31,1 % de cette superficie correspond à des surfaces d'habitat ou d'infrastructure, 45,8 % à des surfaces agricoles, 22,2 % à des surfaces boisées et 0,8 % à des surfaces improductives.
La commune est limitrophe de Cressier, Saint-Blaise et Thielle-Wavre.

## Toponymie
Le nom de la commune, qui se prononce /kɔʀno/, dérive du substantif roman corte, qui désigne un domaine agricole ou un hameau et remonte lui-même au latin cohorte, et du nom de personne germanique Arnald ou Arnold.
Son ancien nom allemand est Gurnau.

## Population et société

### Surnom
Les habitants de la commune sont surnommés les Chasseurs.

### Démographie
Cornaux compte 1 635 habitants fin 2022. Sa densité de population atteint 346 hab./km2.
Le graphique suivant résume l'évolution de la population de Cornaux entre 1850 et 2008 :

## Politique
La commune de Cornaux est doté d'un conseil communal (exécutif) de cinq membres et d'un conseil général (législatif) de vingt-cinq membres.

## Transports
- Sur la ligne ferroviaire Bienne - Neuchâtel
- Autoroute A5, Sortie 18
- Arrêt CarPostal à Cornaux gare. Ligne Le Landeron gare - Marin-Epagnier collège

## Monuments

### Domaine de Souaillon
Le domaine de Souaillon se situe dans la campagne entre les villages de Saint-Blaise et de Cornaux ; il se compose à l'origine d’une habitation et d’une grange édifiées à partir de 1718 pour Pierre Chambrier. Les constructions initiales sont progressivement complétées par des corps de bâtiment supplémentaires et de caves de façon à former une véritable « campagne » avec maison de maître et exploitation viticole jouissant d’un des plus beaux jardins à la française conservé à ce jour dans le canton. Créé au début du XVIIIe siècle, il est composé de trois terrasses superposées agrémentées de deux très intéressantes fontaines à décor néoclassique. Une promenade en forme d’allée plantée d’arbres ouvre la perspective en direction de l’ouest pour déboucher sur la campagne environnante,.
En 1876, un incendie conduit James-Ferdinand de Pury à moderniser son domaine, en accompagnant la reconstruction de la grange, d’écuries, d’un logement et d’une serre en 1880 ; il agrandit ensuite la maison de maître en 1882 et la dote de tourelles et d’annexes comme un salon d’été. Un cadran solaire orne la façade sud.